# E-on Vue

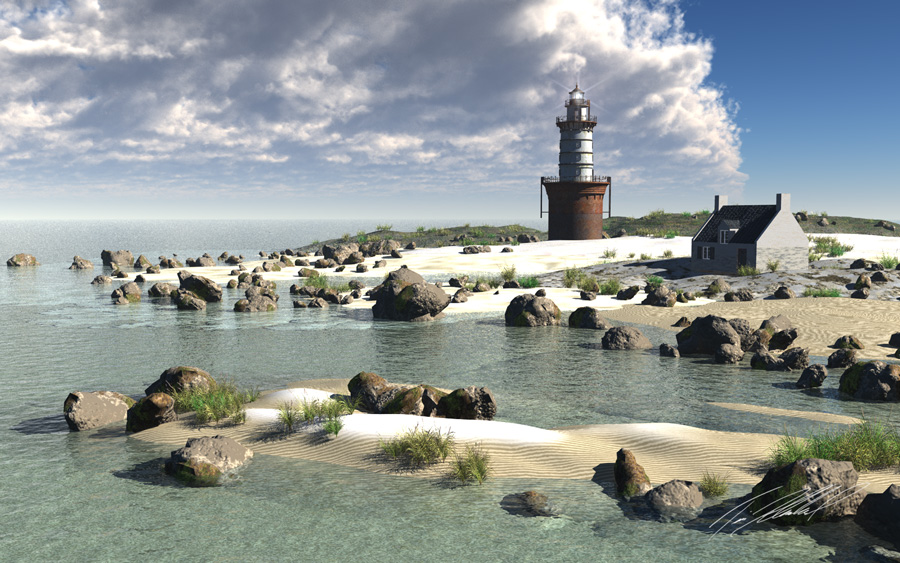
Vue로 만든 풍경의 예.

Vue는 3차원 풍경 제작 소프트웨어 패키지이다. 자연의 3차원 환경, 특히 실외 풍경을 제작하고, 애니메이션, 렌더링하는데 사용된다. 이러한 목적으로 시각 효과 스튜디오가 사용한다. 이를테면 인더스트리얼 라이트 & 매직은 이 프로그램을 사용하여 영화 《인디아나 존스: 크리스탈 해골의 왕국》과 《캐리비안의 해적: 망자의 함》의 배경을 만들었으며, 드림웍스 애니메이션은 2008년 영화 《쿵푸 팬더》에 이를 사용하였다.

## 버전
Vue는 6개의 버전으로 사용이 가능하다:xStream, Infinite, Complete, Pro Studio, Esprit, Pioneer

## 사용 고객
- 블루 스카이 스튜디오
- 디지털 도메인
- 드림웍스 애니메이션: 쿵푸 팬더[2]
- 인더스트리얼 라이트 & 매직: 인디아나 존스: 크리스탈 해골의 왕국,[2] 캐리비안의 해적: 망자의 함[3]
- 소니 픽처스 이미지워크스
- 워너 브라더스 인터랙티브 엔터테인먼트
- 웨타 디지털
- Digital Blasphemy[4]

## 같이 보기
- 블렌더
- 모도